# 补体系统

補體系統的古典途徑和替代途徑

補體系统由一系列的蛋白質組成，主要是由肝臟製造後以未活化的狀態分泌至血液中，屬於先天免疫系統的一部分。補體存在血清、組織液、和細胞膜表面，經活化後具有酶的活性，可發生複雜的串级反应。補體系統透過一連串的酵素（酶）相互切割啟動，最終在目標微生物上形成類似孔洞的膜攻擊複合物（Membrane attack complex，MAC），使微生物破裂而死亡。補體成分能被抗原抗體複合物或者抗體激活，通過溶胞、調理、吞噬以及介導炎症反應來清除免疫複合物，表現出相應的生物學功能。:68
補體系統的出現遠遠早於特異性免疫的出現（早了600-700萬年），最早出現在後口無脊椎動物中。朱爾·博爾代在1890年發現了補體系統:68。
高等哺乳動物的補體系統有三條活化途徑：經典途徑、替代途徑以及凝集素途徑。在生物的演化過程中，替代途徑應是最早出現的；其次應該是凝集素途徑，而經典途徑應該出現得最晚:82。

## 補體蛋白的命名
補體系統的蛋白质称为“补体成分”，以缩写符號C1至C9表示。C1是3种不同的蛋白（C1q，C1r，C1s）的钙依赖性复合物。补体裂解产生的片段，用小写的字母后缀表示（C3a）。未激活的片段以後缀“i”表示，如C3bi。激活的具有生物活性的补体成分或复合物，则在符号上加一横线，如C1，C4b，Ca。

## 活化路徑
補體激活的過程有经典途徑、凝集素途徑和替代途徑三種。

### 古典途径
古典途径（classical pathway）透過C1与古典途径激活因子（主要是含有IgM、IgG1、IgG2或IgG3的抗原-抗体复合物）的结合而激活的；C1q与单个IgM分子或相邻两个IgG分子结合。二分子的IgG“二联体”与红细胞表面同种抗原决定簇结合，并与C1q反应激活C1，继而激活C1r和C1s，经典补体激活途径的反应顺序是：C1，4，2，3，5，6，7，8，9。这一生化途径使细胞膜形成一10nm左右的“孔”，导致目標细胞因為滲透壓無法維持而腫脹破裂。

### 凝集素途徑
凝集素途徑的全名為甘露糖結合凝集素途徑（mannose-binding lectin pathway）。甘露糖結合凝集素是先天免疫系統的一種血漿蛋白，可辨認出病原體表面的甘露糖殘基和果糖殘基（mannose residues），與病原體表面結合。甘露糖結合凝集素在補體激活過程中扮演的角色類似經典途徑的C1q蛋白質，另與MASP-1和MASP-2兩種酵素蛋白（類似C1r和C1s）組成激活補體的複合物，繼續進行類似經典途徑的反應。

### 替代途径
替代途径（alternative pathway）的起始依賴C3自然水解成C3a、C3b，C3b並與B、D、P因子結合走入類似經典途徑的的步驟。
自C3b產生以後，三條途径的反应非常類似。经典途径和凝集素途徑的可触发一系列的轉換酵素，涉及C1，C4，C2和C3；而替代途径的激活则可触发C3和B、D、P因子的互相作用。
以上三種途径都將產生C3b，佈於病原體表面的C3b和巨噬細胞上的補體受器（complement receptors, CRs）結合，再加上C5a在旁激活，巨噬細胞就會吞噬病原體，此過程就是所謂的「調理作用」。另外，三種途徑也都會把C5裂解成C5a、C5b兩部份，C5b則與C6、C7、C8、C9形成所謂膜攻擊複合物（membrane-attack complex），在目標細胞的細胞膜上產生孔洞。
補體激活過程中还形成许多具有生物活性的补体蛋白片段，起过敏毒素（產生過敏的不良反應）或趋化因子（誘導抗體、巨噬細胞到達感染位置）的作用。
補體系統的活化通常只發生在病原體的表面，但人體內仍有一群補體調節因子可以中止活化的連鎖反應。防止一旦補體蛋白結合到人體細胞的表面會造成的傷害。较新的发现指出，补体激活亦可发生在细胞内。

### 三種途徑比較
古典途径与凝集素途徑或替代途径不同。古典途径需要等到抗体專一地辨認出病原體之後才開始作用，需要後天免疫系統的配合；而凝集素途徑只需自行辨認出某種病原體表面常見的糖類結構即可進行；替代途径甚至不需依賴辨認病原體，僅靠C3蛋白的自然水解即可起始。

## 主要功能
- 調理作用（Opsonization）：增強抗體的吞噬作用（與IgG的固定區結合）
- 趨化（Chemotaxis）：吸引巨噬細胞和中性粒細胞
- 溶解作用（細胞裂解）：使外來細胞的細胞膜破裂，分為專一（古典路徑）與非專一（替代路徑）。
- 凝集（Lectin）：凝結病原體
- 引起發炎反應，使中性白血球聚集到發炎部位。
- 清除免疫複合物

。